# Cayo Crasquí
Cayo Crasquí  (también conocido como Isla Crasqui o Cayo Craskí) es una isla que forma parte del parque nacional Archipiélago de Los Roques, que administrativamente forma parte del Territorio Insular Miranda en las Dependencias Federales de Venezuela.

## Geografía
Se encuentra al norte de Venezuela, concretamente en las Pequeñas Antillas en el Mar Caribe. Esta además en la parte superior del parque al Suroeste del Gran Roque, al sur de Noronquises y Loranquises y al norte de Pelona y de la Ensenada o Bajos de los Roques. Posee una superficie aproximada de 92 hectáreas o lo que es lo mismo 0,92 kilómetros cuadrados.

## Turismo
Es uno de los destinos turísticos más populares de todo el parque nacional, forma parte de la Zona o área recreativa.
Sus principales atractivos son sus playas, existe un restaurante (con venta de bebidas y comestibles) y es posible practicar diversos deportes acuáticos ya que la isla cuenta con implementos para alquilar que permiten el disfrute de actividades como el Kayak, Vela y windsurf.
Abundan diversas especies de aves y peces, que llaman la atención de los visitantes, existen además algunas instalaciones muy simples para pescadores o rancherías de pescadores provenientes sobre todo de Margarita.